# Mutmacher der Nation
Mutmacher der Nation war ein 2004 von Das Örtliche initiierter Unternehmerwettbewerb.
Ursprünglich unter dem Titel „Local Heroes – Mutmacher der Nation“, will sich der Wettbewerb an den deutschen Mittelstand wenden. Es werden Unternehmer gesucht, deren Geschichte und Leistungen anderen Mut machen. Um den Titel bewerben sich mehrere hundert Teilnehmer, neben Preisen im Gesamtwert von über 50.000 Euro ist für sie die kostenlose Werbung von Interesse.

## Teilnahme und Ablauf
Der Wettbewerb richtet sich an kleine und mittelständische Unternehmen, deren Unternehmer schwierige Phasen gemeistert oder mit Ideen bzw. kluger Geschäftsführung erfolgreich geworden sind. Es können sich Unternehmen aus allen Branchen bewerben, sofern sie weniger als 500 Mitarbeiter beschäftigen und seit mindestens einem Jahr aktiv sind.
Die Bewerbungsfrist dauert von Mitte Januar/Mitte Februar bis Ende September. In diesem Zeitraum werden Quartalsweise für jedes Bundesland aus den Bewerbern „Nominierte für den Landessieg“ ausgewählt. So gibt es Ende September je Bundesland jeweils drei Nominierte. Aus diesen wird dann der jeweilige Landessieger ermittelt. Diese werden nach Berlin eingeladen, wo die drei Mutmacher der Nation verkündet werden.

## Preisträger
2004:
- Walid Aziz:  Der erste Gewinner Walid Aziz schloss die Schule ohne Hauptschulabschluss ab, begann eine Kfz-Lehre und wurde mit 21 Jahren Kfz-Meister. 1999 mietete er sich seinen ersten LKW und fuhr sechs Wochen allein, bis er seinen ersten Mitarbeiter einstellte. Heute beschäftigt seine Firma Transport-Logistik-Systeme über 100 Mitarbeiter.

2005:
- Volker Schubert: Volker Schubert machte sich noch in der DDR selbständig. Der nach einem Unfall Oberschenkelamputierte verzichtete auf eine Invalidenrente, um unternehmerisch tätig zu sein. Schubert begann allein, heute hat der Elektroinstallateur aus Sachsen-Anhalt 95 Angestellte.

2006:
- Dagmar Vogt: Das Unternehmen von Dagmar Vogt plant Fabriken für Solaranlagen. Der Börsen-Crash sorgte für einen großen Auftragsrückgang. Über ein Jahr gab es für die Mitarbeiter der „ib vogt GmbH“ keine Arbeit. Die Berlinerin entschied sich gegen Entlassungen und überbrückte die wirtschaftlich schwierige Lage mit privaten Rücklagen. 2019 beschäftigte Dagmar Vogt 71 Mitarbeiter mit Büros in 6 Ländern. 2018 wurde ein Teil des ägyptischen Solarparks Benban von der ib vogt GmbH realisiert.[1]

2007:
- Uli Klippe: Uli Klippe rettete zwei insolvente Betriebe und damit 140 Arbeitsplätze. Als kaufmännischer Leiter der Holz verarbeitenden Betriebe in Amt Neuhaus und Anklam hatte Uli Klippe die Krise kommen sehen. Aber der damalige Inhaber hörte nicht auf seine warnenden Worte. Und so kam es, wie es kommen musste: die Insolvenz drohte. Uli Klippe setzte alles daran, die Betriebe und die Jobs seiner Kollegen zu erhalten – und schaffte es zwei Stunden vor der angesetzten Zwangsversteigerung.

2008:
- Ivonne Derstappen: Ivonne Derstappen übernahm mit 26 Jahren nach dem Unfalltod des Vaters den elterlichen Handwerksbetrieb. Die inzwischen studierte Betriebswirtin führt seitdem die Firma mit über 60 Mitarbeitern.

- Barbara Wohanka: Der unternehmerische Start von Barbara Wohanka wurde von dramatischen Ereignissen überschattet. Denn nach dem Tod ihres Mannes stand die junge Witwe 1995 vor einem Schuldenberg von einer Million Mark. Doch die zweifache Mutter, die seinerzeit als selbständige Übersetzerin tätig war, ließ sich von ihren Problemen nicht niederdrücken. Sie ergriff die Initiative und gründete die „Wohanka & Kollegen GmbH“. Innerhalb von wenigen Jahren machte sie aus dem Übersetzungsdienst ein florierendes Unternehmen, baute alle Schulden ab und schaffte darüber hinaus noch 80 Arbeitsplätze. Im Jahr 2008 betrieb sie neben dem Standort in Geisenhausen auch Filialen in Leipzig, Sheffield sowie im französischen Mulhouse.[2]

2010:
- Roland Arnold: Der Kfz-Mechaniker Roland Arnold baut seit über 20 Jahren Fahrzeuge behindertengerecht um. In dieser Zeit schaffte er es, sein Unternehmen Paravan in Aichelau von der Gründung auf dem elterlichen Bauernhof zum Weltmarktführer für individuell angepasste Behindertenfahrzeuge zu führen. „Die Erfolgsgeschichte von Roland Arnold hat uns fasziniert und größten Respekt abgefordert“, so Jurorin Barbara Faber.

- Harald Hausmann: Der Landwirt und studierte Veterinär Harald Hausmann baute den Halberstädter Schlachthof zu einer Unternehmensgruppe aus, und rettete ohne staatliche Unterstützung 40 Arbeitsplätze vor der Abwicklung.

- Ricarda Wilhelm: Ricarda Wilhelm, ehemalige Lehrerin, baute nur mit Hilfe von Familienmitgliedern und Freunden die Privatschule Universitas in Rostock auf, in die mittlerweile 70 „Kinder mit Freude zur Leistung kommen und bis zum Abitur gemeinsam lernen“.

## Schirmherren und Jury
Die Schirmherren sind u. a. Christian Wulff und Lothar Späth.
Die Zusammensetzung der Jury hat sich in den vergangenen Jahren immer wieder leicht verändert.
seit 2005 waren folgende Personen Mitglieder der Jury:
- Christian Wulff, damaliger Bundespräsident von Deutschland
- Lothar Späth, Vorsitzender des Aufsichtsrats der Jenoptik.
- Susanne Birkenstock, Designerin und Schuhunternehmerin
- Peter Dussmann: Aufsichtsratsvorsitzender der Dussmann Gruppe
- Gertrud Höhler, selbständige Wirtschafts- und Politikberaterin und Publizistin.
- Jette Joop – Unternehmerin und Designerin
- Gerd Kühlhorn: Chefredakteur des Unternehmermagazins impulse
- Barbara Faber: Geschäftsführerin der DasÖrtliche Service- und Marketinggesellschaft mbH.
- Waltraud Wolf: Vorstandsvorsitzende des Verbandes Deutscher Bürgschaftsbanken und Geschäftsführerin der BBB Bürgschaftsbank zu Berlin-Brandenburg GmbH.